# F.C. De Kampioenen seizoen 12
Reeks 12 van F.C. De Kampioenen werd voor de eerste keer uitgezonden tussen 8 december 2001 en 2 maart 2002. De reeks telt 13 afleveringen.

## Overzicht
| Nr. serie | Nr. reeks | Titel van aflevering    | Scenarist(en)                                      | Uitzenddatum     |  |
| --- | --------- | ----------------------- | -------------------------------------------------- | ---------------- |  |
| 144 | 1         | Geheime aanbidders      | Wout Thielemans, naar een idee van Sabine Clement  | 8 december 2001  |  |
| Bieke is het geklungel van Marc beu en stort op een chatsite haar hart uit bij "Pinokkio". Ook Marc vindt op deze chatsite bij "Roodkapje" een luisterend oor. Als Bieke een afspraakje maakt, komt ze erachter wie deze geheimzinnige Pinokkio daadwerkelijk is en Marc ontdekt wie er achter Roodkapje schuilgaat. Pol wil absoluut een ticket voor de wedstrijd België-Italië bemachtigen. |           |                         |                                                    |                  |  |
| 145 | 2         | Stoelendans             | Koen Vermeiren                                     | 15 december 2001 |  |
| Bieke en Marc willen verhuizen na een ruzie met Pascale. Ze gaan boven de brokantiek van Fernand wonen. Pol en Doortje trekken tijdelijk bij Pascale in omdat het huis dat ze op het oog hadden afgebroken wordt. Fernand doet zaken met een duivenmelker en koopt een dure duif uit Polen. |           |                         |                                                    |                  |  |
| 146 | 3         | Vuil spel               | Bart Cooreman                                      | 22 december 2001 |  |
| Fernand laat doorschijnen dat het veld vervuild is om de Kampioenen te pesten. Wat eerst als grap bedoeld was, is bittere ernst. Carmen denkt dat Neroke gaat sterven en organiseert een bedevaart met de vrouwen. Fernand komt bij Boma logeren tot de crisis opgelost is. |           |                         |                                                    |                  |  |
| 147 | 4         | Dag van de secretaresse | Anton Klee                                         | 29 december 2001 |  |
| Boma wil dat Doortje deelneemt aan een wedstrijd voor secretaresses. Pol stimuleert haar omdat hij dan van Boma een abonnement bij Anderlecht kan krijgen. Xavier mag niet meer voetballen van Carmen. Hij besluit samen met Marc duivenmelker te worden. |           |                         |                                                    |                  |  |
| 148 | 5         | Gebuisd                 | Bart Cooreman                                      | 5 januari 2002   |  |
| Billie is gebuisd voor turnen. Pol wil dat Billie aan sport gaat doen. Pol, Carmen en Boma nemen hem elk om beurt mee om een sport te beoefenen. Pascale is niet tevreden met het huishouden waar haar dochter in leeft en helpt Marc om te solliciteren voor sales manager. |           |                         |                                                    |                  |  |
| 149 | 6         | De nieuwe kracht        | René Swartenbroekx                                 | 12 januari 2002  |  |
| Carmen stopt met haar winkel. Fernand en Marc verkopen alles wat er in de winkel staat Pascale zoekt een nieuwe kracht voor het café. De kandidaten zijn Mimi, Siska en Fernand. |           |                         |                                                    |                  |  |
| 150 | 7         | Psycho Boma             | Knarf Van Pellecom                                 | 19 januari 2002  |  |
| Boma wordt opgenomen in een ontwenningskliniek voor seksverslaafden. Daar werkt dokter Botermans, een psychologe die het hem niet makkelijk maakt. Hij probeert te ontsnappen met behulp van Marc en Xavier. Fernand houdt zich ondertussen bezig met de moeder van Boma. Bieke en Marc hebben ruzie over een pot confituur. |           |                         |                                                    |                  |  |
| 151 | 8         | Aprilvissers            | Wout Thielemans                                    | 26 januari 2002  |  |
| Xavier haalt enkele grappen uit op 1 april. Zijn grote grap, zich uitgeven als Sjiek loopt niet zoals gepland. Ook Carmen houdt wel van een 1 aprilgrap. Bieke wil een klant verleiden en maakt Marc wijs dat het om een aprilgrap gaat. Ze doen zich voor als broer en zus, maar bij een afspraak met haar klant neemt deze zijn nicht mee. |           |                         |                                                    |                  |  |
| 152 | 10        | Lottokoorts (*)         | Knarf Van Pellecom, naar een idee van Bert Meskens | 9 februari 2002  |  |
| Pol zoekt geld om deel te nemen aan een vervolmakingscursus voor trainers. Iemand in het dorp heeft de lotto gewonnen. De Kampioenen denken dat het Boma is omdat hij aankomt met een nieuwe auto. Marc en Bieke zijn hun lottoformulier kwijtgespeeld. |           |                         |                                                    |                  |  |
| 153 | 9         | De enquête (*) (**)     | Koen Vermeiren                                     | 2 februari 2002  |  |
| Pascale en Doortje zijn dol op hun yogaleraar. Ze zien elkaar als concurrentes. De Kampioenen worden doorgelicht. Fernand steelt de enquêtes om de Kampioenen tegen elkaar op te zetten. |           |                         |                                                    |                  |  |
| 154 | 11        | Made in Germany         | Bart Cooreman                                      | 16 februari 2002 |  |
| Boma heeft een nieuwe zakenpartner uit Duitsland. Hij heeft ook een voetbalteam en plant een vriendschappelijke match. Fernand probeert de bijeenkomst in het honderd te laten lopen. Pol en Marc moeten met Doortje en Bieke naar Parijs. Pol probeert echter op alle mogelijke manieren thuis te kunnen blijven. |           |                         |                                                    |                  |  |
| 155 | 12        | Besparingsplan          | Bart Cooreman, naar een idee van Johan Catteeuw    | 23 februari 2002 |  |
| De Kampioenen zijn verlieslatend en moeten proberen instaan voor hun eigen financiële voorzieningen. Carmen probeert Xavier te verkopen aan grote voetbalclubs. Xavier is echter niet van plan om een transfer te ondergaan. Fernand probeert Pascale te overtuigen om van haar café een duivenlokaal te maken. |           |                         |                                                    |                  |  |
| 156 | 13        | Baboeleke               | Wout Thielemans                                    | 2 maart 2002     |  |
| Moema (de moeder van Boma, ook wel bekend als Oma Boma) verplicht Boma om haar vroegere kuisvrouw aan te nemen. Voor haar is Boma niets veranderd en vertelt ze al zijn geheimen door, ook aan Fernand. Carmen wordt ontslagen. Ze krijgt wel een job als directiesecretaresse bij een groot bedrijf. Omdat ze niet de juiste diploma heeft loopt er bij haar van alles mis. Ook Bieke wil samenwerken met het bedrijf en heeft de hulp van Carmen nodig. Xavier wil zijn pensioen aanvragen bij het leger. |           |                         |                                                    |                  |  |

(*) Er is onenigheid over het feit dat Lottokoorts en De enquête aflevering 9 of 10 zijn. Op de officiële website van één wordt deze volgorde echter gebruikt.

(**) Deze aflevering wordt niet meer uitgezonden aangezien Guy Van Sande, die een yogaleraar speelt, veroordeeld is voor het bezitten, maken en verspreiden van kinderporno.

## Hoofdcast
- Marijn Devalck (Balthasar Boma)
- Loes Van den Heuvel (Carmen Waterslaeghers)
- Johny Voners (Xavier Waterslaeghers)
- Ann Tuts (Doortje Van Hoeck)
- Ben Rottiers (Pol De Tremmerie)
- An Swartenbroekx (Bieke Crucke)
- Herman Verbruggen (Marc Vertongen)
- Danni Heylen (Pascale De Backer)
- Jaak Van Assche (Fernand Costermans)

## Vaste gastacteurs
(Personages die door de reeksen heen meerdere keren opduiken)
- Laurent Roose (Billie Coppens)
- Achiel Van Malderen (dierenarts André Van Tichelen)
- Els Trio (Siska De Bruyn)
- Kadèr Gürbüz (dokter Helga Botermans)
- Greet Verstraete (Kaat)
- Ron Cornet (Kolonel Vandesijpe)

## Scenario
Scenario:
- Wout Thielemans
- Sabine Clement
- Koen Vermeiren
- Bart Cooreman
- Anton Klee
- René Swartenbroekx
- Knarf Van Pellecom
- Bert Meskens
- Johan Catteeuw

Script-editing:
- Wout Thielemans
- Knarf Van Pellecom

## Regie
- Etienne Vervoort

## Productie
- Marc Scheers
- Bruno Raes